# Kotlovina (2011.)
Kotlovina je hrvatski dramski film iz 2011. godine kojeg je režirao Tomislav Radić. 
Odnio je najviše nagrada na 58. Pula Film Festivalu, uključujući Veliku zlatnu arenu. Pulski žiri opisao ga je kao "stilski, idejno i režijski uvjerljiv prikaz jedne naoko nebitne obiteljske dinamike koja kao cjelina rafinirano definira zemlju u kojoj danas živimo". Ovaj izuzetno iskren film nagrađen je i Zlatnom arenom za scenarij a glumci su nagrađeni prestižnim nagradama. Zlatnu arenu za najbolju glavnu mušku ulogu redom su odnijeli glumci Draško Zidar, Zlatnu arenu za najbolju glavnu žensku ulogu Mirela Brekalo i nepobitno briljantni Boris Buzančić (najbolja muška sporedna uloga).
Na 5. Vukovarskom filmskom festivalu osvojio je nagradu za najbolji dugi igrani film (otkup za distribuciju filma + sedmodnevno ljetovanje na otoku Hvaru), te nagradu publike. Žiri u sastavu filmski kritičar Dean Šoša, spisateljica Vedrana Rudan i redatelj i scenarist Ognjen Sviličić opisali su ga kao "film hrvatske proizvodnje i svjetske kvalitete; duhovita i slojevita studija naših karaktera i mentaliteta. Film Tomislava Radića osvaja konceptom, redateljskom izvedbom i briljantnim glumačkim ostvarenjima."

## Radnja
Mlada 40-godišnja udovica Mimi dolazi iz Australije u rodnu Hrvatsku koju je napustila kad su joj bile četiri godine. Konačno će se ujediniti sa svojim starijim sestrama i upoznati ostatak obitelji. Slučajno se upetlja u ljubavnu vezu s posinkom svoje sestre, a koji je, da bi skandal bio još veći, 20 godina mlađi od nje. Iako se ljubavnici trude sakriti svoju vezu, članovi obitelji reagirat će na raznolike načine...

## Uloge
- Melita Jurišić - Mimi
- Igor Kovač - Jakov
- Mirela Brekalo - Ana
- Draško Zidar - Mirko
- Suzana Nikolić - Seka
- Ivica Jončić - Tomo
- Boris Buzančić - Dida
- Bruna Bebić-Tudor - Lucija
- Goran Navojec - Damir
- Nada Subotić - doktorica Perak
- Anja Šovagović-Despot - Željka
- Filip Križan - Krešo
- Hrvoje Zalar - Štef
- Iskra Jirsak - Danijela
- Mirela Videk - Dolores
- Tena Tadić - Lana
- Luka Sušić - Marijan
- Lojz Hučić - pajdaš
- Nina Erak-Svrtan - liječnica
- Ana Marija Vrdoljak - medicinska sestra
- Jasna Palić-Picukarić - žena u svatovima
- Marko Torjanac - muškarac u svatovima
- Mirta Zečević - žena u svatovima
- Sunčana Zelenika Konjević - žena u svatovima

## Kritike
Kritike su većinom bile pohvalne. Mladen Šagovac je u recenziji napisao:
Univerzalan prikaz gotovo svake hrvatske obitelji u Radićevom filmu "Kotlovina" je nešto najiskrenije što je u posljednjih nekoliko godina ponuđeno hrvatskoj filmskoj publici.

## Vanjske poveznice
- Kotlovina (2011) u internetskoj bazi filmova IMDb-a
- Kotlovina (2011) na Moj-Film.hr
- Kotlovina (2011) Trailer na Moj-Film.hr